# James Gordon (Leichtathlet)
James Gordon (James Allen Gordon; * 27. Dezember 1908 in Barberton, Ohio; † 26. Mai 1997 in Mount Airy, Ohio) war ein US-amerikanischer Sprinter, der sich auf den 400-Meter-Lauf spezialisiert hatte.
1932 qualifizierte er sich als Dritter bei den US-Meisterschaften mit seiner persönlichen Bestzeit von 47,4 s für die Olympischen Spiele in Los Angeles, bei denen er Fünfter wurde.